# Due penny (moneta britannica)
La moneta da due penny (2p) (in inglese two pence, talvolta pronunciato tuppence) è una suddivisione della sterlina britannica. Venne immessa in circolazione il 15 febbraio 1971, in occasione del Decimal Day ed è, insieme a quella da un penny, l'unica moneta tra quelle esistenti all'epoca della decimalizzazione ad essere ancora in circolazione.
Al 31 marzo 2012, la Royal Mint ha stimato un totale di 6 637 000 di pezzi da due penny in circolazione, per un controvalore di 133 000 000 di sterline.
Il potere liberatorio di questa moneta è stato fissato in 10 pezzi, cioè per pagamenti fino a 0,20 sterline.

## Storia
Questa moneta venne introdotta in circolazione nel 1971, per un controvalore di 4,8 vecchi penny. Il disegno originale raffigurava, al diritto, il ritratto giovanile di Elisabetta II, con la tiara delle ragazze di Gran Bretagna ed Irlanda inciso da Arnold Machin; al rovescio (opera di Christopher Ironside) invece compariva lo stemma del principe di Galles, una corona piumata con un cartiglio con il motto "Ich Dien" e, in alto, la legenda NEW PENCE ed in basso il valore. Questo disegno fu modificato nel 1982, quando la legenda fu modificata in TWO PENCE, mentre il diritto fu sostituito nel 1985 con un ritratto più maturo della sovrana, opera di Raphael Maklouf. Esistono alcuni esemplari della moneta, datati 1983, che portano al rovescio la vecchia dicitura NEW PENCE anziché quella nuova. Questi pezzi sono molto rari e si trovano soltanto nelle serie per collezionisti.
Nel 1992 cambiò la composizione della moneta, che da una lega di bronzo (97% Cu, 2,5% Zn, 0,5% Sn) passò ad essere in acciaio ricoperto di rame. Tuttavia, circa il 55% delle monete coniate nel 1998 e quelle per le serie divisionali del 1999 furono prodotte su tondelli in bronzo e si riconoscono perché, a differenza delle altre monete, non sono attratte da magneti. Nel 1998 fu modificato il ritratto al diritto, opera di Ian Rank-Broadley, mentre il rovescio fu modificato per la prima volta nel 2008, in seguito al concorso nazionale indetto dalla zecca per sostituire i disegni originali delle monete. Da allora, la moneta da due penny riporta la parte alta a sinistra dello stemma reale del Regno Unito, il leone rampante di Scozia. Nella stessa occasione, fu eliminato il bordo perlinato al diritto.

## Pezzi coniati
| Anno | Zecca       | Pezzi coniati | Note                                              |
| ---- | ----------- | ------------- | ------------------------------------------------- |
| 1971 | Llantrisant | 1 454 856 250 |                                                   |
| 1972 | Llantrisant | ?             | Coniata esclusivamente per collezionisti          |
| 1973 | Llantrisant | ?             | Coniata esclusivamente per collezionisti          |
| 1974 | Llantrisant | ?             | Coniata esclusivamente per collezionisti          |
| 1975 | Llantrisant | 145 545 001   |                                                   |
| 1976 | Llantrisant | 181 379 000   |                                                   |
| 1977 | Llantrisant | 109 281 000   |                                                   |
| 1978 | Llantrisant | 189 658 000   |                                                   |
| 1979 | Llantrisant | 260 200 000   |                                                   |
| 1980 | Llantrisant | 408 527 000   |                                                   |
| 1981 | Llantrisant | 353 191 100   |                                                   |
| 1982 | Llantrisant | 205 000       | Coniata esclusivamente per collezionisti          |
| 1983 | Llantrisant | 631 000       | Coniata esclusivamente per collezionisti          |
| 1984 | Llantrisant | 158 820       | Coniata esclusivamente per collezionisti          |
| 1985 | Llantrisant | 107 113 000   |                                                   |
| 1986 | Llantrisant | 168 967 500   |                                                   |
| 1987 | Llantrisant | 218 100 750   |                                                   |
| 1988 | Llantrisant | 419 889 000   |                                                   |
| 1989 | Llantrisant | 359 226 000   |                                                   |
| 1990 | Llantrisant | 204 499 700   |                                                   |
| 1991 | Llantrisant | 86 625 250    |                                                   |
| 1992 | Llantrisant | 102 247 000   |                                                   |
| 1993 | Llantrisant | 235 674 000   |                                                   |
| 1994 | Llantrisant | 531 628 000   |                                                   |
| 1995 | Llantrisant | 124 482 000   |                                                   |
| 1996 | Llantrisant | 296 278 000   |                                                   |
| 1997 | Llantrisant | 496 278 000   |                                                   |
| 1998 | Llantrisant | 213 830 000   | Dei quali circa 98 676 000 in bronzo              |
| 1999 | Llantrisant | 353 816 000   |                                                   |
| 2000 | Llantrisant | 563 643 000   |                                                   |
| 2001 | Llantrisant | 551 886 000   |                                                   |
| 2002 | Llantrisant | 168 556 000   |                                                   |
| 2003 | Llantrisant | 260 225 000   |                                                   |
| 2004 | Llantrisant | 356 396 000   |                                                   |
| 2005 | Llantrisant | 131 133 000   |                                                   |
| 2006 | Llantrisant | 170 637 000   |                                                   |
| 2007 | Llantrisant | 254 500 000   |                                                   |
| 2008 | Llantrisant | 252 279 000   | Di cui 241 679 000 con il nuovo conio di rovescio |
| 2009 | Llantrisant | 150 500 500   |                                                   |
| 2010 | Llantrisant | 99 600 000    |                                                   |
| 2011 | Llantrisant | 93 900 000    |                                                   |